# Dianajonesia tridens
Dianajonesia tridens is een rankpootkreeftensoort uit de familie van de Poecilasmatidae. De wetenschappelijke naam van de soort werd als Poecilasma tridens in 1894 gepubliceerd door Per Olof Christopher Aurivillius.